# Хотек, Франтишек
Франтишек Ксавьер Хотек (22 октября 1800, Либгошт — 5 мая 1852, Вена) — австрийский чешский пианист и композитор.
Родился в семье учителя, который дал сыну первые уроки игры на скрипке и фортепиано. В 1818 году окончил пиаристскую школу в Пршиборе. В 1819 году переехал в Вену, где ему удалось получить стипендию от костёла Ам Хоф в Вене и где некоторое время изучал философию и право, но с 1824 года решил полностью посвятить себя музыке. О том, окончил ли он образование и работал ли когда-нибудь юристом, сведений нет. Позже был преподавателем игры на фортепиано в семьях венской аристократии и органистом в церкви Ам Хоф. После переезда в Вену никогда не покидал этот город, никогда не был женат и не имел детей; умер от туберкулёза лёгких.
Всего было опубликовано около сотни его сочинений, в том числе в Вене, Париже и Праге; он сотрудничал с ведущими музыкальными издателями своего времени. Писал небольшие фортепианные пьесы, переложения оперных отрывков, фантазий и так далее, а также народные песни, зачастую для фортепиано для игры в четыре руки. Его перу принадлежат также учебные пособия для его учеников и ряд церковных композиций, из которых, однако, почти ни одна не была опубликована. Эта часть наследия композитора считается утраченной.